# Liste der Mitglieder des Landtages Schleswig-Holstein (6. Wahlperiode)
Diese Liste gibt einen Überblick über alle Mitglieder des Landtags von Schleswig-Holstein der 6. Wahlperiode (16. Mai 1967 bis 15. Mai 1971).

## Präsidium
- Präsident:
 Paul Rohloff (CDU)
- Erster Vizepräsident:
 Gerhard Strack (SPD)
- Zweiter Vizepräsident:
 Arthur Schwinkowski (CDU) bis 4. November 1967
 Ernst Schoof (CDU) seit 29. November 1967

## Zusammensetzung
Der Landtag setzte sich nach der Wahl vom 23. April 1967 wie folgt zusammen:
- CDU: 34 Sitze
- SPD: 30 Sitze
- FDP: 4 Sitze
- NPD: 4 Sitze
- SSW: 1 Sitz

## Fraktionsvorsitzende
- CDU-Landtagsfraktion
 Walter Mentzel bis 31. Dezember 1969 
 Gerd Lausen seit 1. Januar 1970
- SPD-Landtagsfraktion
 Jochen Steffen
- FDP-Landtagsfraktion
 Hans-Joachim Herbst
- NPD-Landtagsfraktion
 Karl-Ernst Lober

## Abgeordnete
| Name                         | Lebensdaten | Partei | Wahlkreis/ Landesliste      | Stimmen in % | Bemerkungen                                                                     |
| ---------------------------- | ----------- | ------ | --------------------------- | ------------ | ------------------------------------------------------------------------------- |
| Heinz Adler                  | 1912–1990   | SPD    | Landesliste                 |              |                                                                                 |
| Matthias Andresen            | 1904–1992   | CDU    | Husum-Eiderstedt            | 42,4         |                                                                                 |
| Berthold Bahnsen             | 1913–1971   | SSW    | Landesliste                 |              |                                                                                 |
| Karl Becker                  | 1909–1989   | SPD    | Landesliste                 |              |                                                                                 |
| Anna Brodersen               | 1903–1971   | SPD    | Kiel-Süd                    | 53,1         | ausgeschieden am 4. November 1968                                               |
| Paul Bromme                  | 1906–1975   | SPD    | Lübeck-Ost                  | 46,5         |                                                                                 |
| Richard Bünemann             | 1920–2009   | SPD    | Landesliste                 |              |                                                                                 |
| Jürgen Busack                | 1935–2022   | SPD    | Lübeck-Nord                 | 47,4         |                                                                                 |
| Hans Carstens                | 1921–1994   | FDP    | Landesliste                 |              | ab 13. Oktober 1969 CDU                                                         |
| Karl Eduard Claussen         | 1930–2012   | CDU    | Stormarn-West               | 43,5         |                                                                                 |
| Ludwig Claussen              | 1906–1974   | CDU    | Südtondern                  | 50,4         | ausgeschieden am 31. Dezember 1969                                              |
| Karl Otto Conrady            | 1926–2020   | SPD    | Landesliste                 |              | ausgeschieden am 20. Februar 1969                                               |
| Walter Damm                  | 1904–1981   | SPD    | Landesliste                 |              | ausgeschieden am 3. September 1968                                              |
| Rudolf Donath                | 1908–1986   | SPD    | Landesliste                 |              | eingetreten am 18. November 1968 für Anna Brodersen                             |
| Gustav Drevs                 | 1907–1988   | CDU    | Lauenburg-Nord              | 47,3         |                                                                                 |
| Waldemar Dudda               | 1925–2015   | SPD    | Pinneberg-Elbmarschen       | 47,7         |                                                                                 |
| Wolfgang Ehlers              | 1921–2010   | NPD    | Landesliste                 |              |                                                                                 |
| Otto Eisenmann               | 1913–2002   | FDP    | Landesliste                 |              | ausgeschieden am 20. Januar 1968                                                |
| Erich Eltermann              | 1916–1991   | SPD    | Landesliste                 |              |                                                                                 |
| Peter Empen                  | 1920–1971   | SPD    | Landesliste                 |              | eingetreten am 10. November 1969 für Klaus Konrad, verstorben am 22. April 1971 |
| Ernst Engelbrecht-Greve      | 1916–1990   | CDU    | Steinburg-Pinneberg         | 51,0         |                                                                                 |
| Heinrich Fischer             | 1909–1983   | SPD    | Landesliste                 |              |                                                                                 |
| Rosemarie Fleck              | 1921–2019   | SPD    | Landesliste                 |              |                                                                                 |
| Ernst Fleischner             | 1920–1991   | SPD    | Landesliste                 |              | eingetreten am 29. April 1971 für Peter Empen                                   |
| Heinz-Wilhelm Fölster        | 1925–2012   | CDU    | Rendsburg-West              | 57,0         |                                                                                 |
| Günter Friedrich             | 1925–2014   | CDU    | Elmshorn                    | 45,4         |                                                                                 |
| Herbert Gerisch              | 1922–2016   | CDU    | Landesliste                 |              | eingetreten am 8. Januar 1970 für Ludwig Claussen                               |
| Otto Gramcko                 | 1901–1990   | SPD    | Landesliste                 |              |                                                                                 |
| Ernst Otto Haas              | 1912–1984   | CDU    | Geesthacht                  | 44,1         |                                                                                 |
| Werner Hahn                  | 1924–1985   | CDU    | Rendsburg-Ost               | 49,2         |                                                                                 |
| Kurt Hamer                   | 1926–1991   | SPD    | Landesliste                 |              |                                                                                 |
| Manfred Hansen               | 1928–1987   | SPD    | Landesliste                 |              |                                                                                 |
| Hans-Joachim Herbst          | 1918–1995   | FDP    | Landesliste                 |              |                                                                                 |
| Claus-Joachim von Heydebreck | 1906–1985   | CDU    | Steinburg-Süderdithmarschen | 45,8         |                                                                                 |
| Hans Holtorff                | 1906–1984   | CDU    | Segeberg-Nord               | 49,3         |                                                                                 |
| Carl Jensen                  | 1906–1987   | CDU    | Plön-Süd                    | 47,7         |                                                                                 |
| Hans Alwin Ketels            | 1913–2017   | CDU    | Husum-Land                  | 57,3         |                                                                                 |
| Erna Kilkowski               | 1907–1985   | CDU    | Landesliste                 |              | eingetreten am 6. November 1969 für Arthur Schwinkowski                         |
| Hermann Klingenberg          | 1908–1982   | SPD    | Pinneberg-Ost               | 43,6         |                                                                                 |
| Heinz Klinke                 | 1925–2010   | SPD    | Plön-Nord                   | 44,9         |                                                                                 |
| Knud Knudsen                 | 1912–2000   | CDU    | Rendsburg-Nord              |              |                                                                                 |
| Klaus Konrad                 | 1914–2006   | SPD    | Landesliste                 |              | ausgeschieden am 31. Oktober 1969                                               |
| Fritz Latendorf              | 1924–2000   | CDU    | Eutin-Nord                  | 48,8         |                                                                                 |
| Gerd Lausen                  | 1928–1993   | CDU    | Flensburg-Land              | 50,6         |                                                                                 |
| Helmut Lemke                 | 1907–1990   | CDU    | Segeberg-Süd                | 51,9         |                                                                                 |
| Erwin Lingk                  | 1920–1979   | SPD    | Landesliste                 |              |                                                                                 |
| Karl-Ernst Lober             | 1927–2008   | NPD    | Landesliste                 |              |                                                                                 |
| Siegfried Loose              | 1915–1996   | CDU    | Ahrensburg                  | 43,7         |                                                                                 |
| Heinz Lund                   | 1925–2016   | SPD    | Landesliste                 |              |                                                                                 |
| Peter Matthiessen            | 1907–1995   | CDU    | Steinburg-Ost               | 44,4         |                                                                                 |
| Walter Mentzel               | 1899–1978   | CDU    | Eckernförde                 | 46,3         |                                                                                 |
| Konrad Meyer                 | 1902–1972   | CDU    | Stormarn-Ost                | 45,1         |                                                                                 |
| Hermann Meyn                 | 1907–1989   | SPD    | Landesliste                 |              |                                                                                 |
| Paul Möller                  | 1916–2016   | SPD    | Landesliste                 |              | eingetreten am 19. September 1968 für Walter Damm                               |
| Friedrich Noll               | 1920–1993   | SPD    | Landesliste                 |              |                                                                                 |
| Herbert Nonnsen              | 1914–1993   | SPD    | Landesliste                 |              | eingetreten am 24. Februar 1969 für Karl Otto Conrady                           |
| Rolf Olderog                 | 1937–2024   | CDU    | Landesliste                 |              | eingetreten am 7. September 1970 für Jürgen Thee                                |
| Peter Petersen               | 1904–1989   | NPD    | Landesliste                 |              |                                                                                 |
| Alfred Prezewowsky           | 1931–1999   | SPD    | Kiel-Nord                   | 44,9         |                                                                                 |
| Uwe Rheingans                | 1929–2025   | NPD    | Landesliste                 |              |                                                                                 |
| Paul Rohloff                 | 1912–2000   | CDU    | Lauenburg-Süd               | 46,7         |                                                                                 |
| Wilhelm Rohwedder            | 1898–1987   | CDU    | Oldenburg                   | 43,6         |                                                                                 |
| Hartwig Schlegelberger       | 1913–1997   | CDU    | Flensburg-Ost               | 39,7         |                                                                                 |
| Carl-Friedrich Schoof        | 1914–2002   | CDU    | Norderdithmarschen          | 50,1         |                                                                                 |
| Ernst Schoof                 | 1901–1984   | CDU    | Süderdithmarschen           | 50,5         |                                                                                 |
| Egon Schübeler               | 1927–2022   | CDU    | Südangeln-Schwansen         | 51,1         |                                                                                 |
| Kurt Schulz                  | 1922–2017   | SPD    | Landesliste                 |              |                                                                                 |
| Annemarie Schuster           | 1917–1996   | CDU    | Lübeck-Mitte                | 47,5         |                                                                                 |
| Hermann Schwieger            | 1908–1976   | SPD    | Landesliste                 |              |                                                                                 |
| Arthur Schwinkowski          | 1908–1994   | CDU    | Kiel-Mitte                  | 49,5         | ausgeschieden am 4. November 1967                                               |
| Werner Simmann               | 1916–1984   | CDU    | Eutin-Süd                   | 46,7         |                                                                                 |
| Ingeborg Sommer              | 1923–2001   | SPD    | Landesliste                 |              |                                                                                 |
| Hans Detlef Stäcker          | 1923–2003   | FDP    | Landesliste                 |              | eingetreten am 23. Januar 1968 für Otto Eisenmann, ab 6. Oktober 1969 CDU       |
| Jochen Steffen               | 1922–1987   | SPD    | Kiel-Ost                    | 57,0         |                                                                                 |
| Ernst-Wilhelm Stojan         | 1926–2018   | SPD    | Landesliste                 |              |                                                                                 |
| Gerhard Strack               | 1911–1977   | SPD    | Kiel-West                   | 47,4         |                                                                                 |
| Jürgen Thee                  | 1900–1980   | CDU    | Schleswig                   | 51,2         | ausgeschieden am 31. August 1970                                                |
| Walter Tiemann               | 1926–1986   | SPD    | Neumünster                  | 47,6         |                                                                                 |
| Wolfgang Weimar              | 1922–1993   | CDU    | Flensburg-West              | 35,5         |                                                                                 |
| Margarete Weiß               | 1912–1990   | FDP    | Landesliste                 |              |                                                                                 |
| Gottfried Wolff              | 1928–2013   | CDU    | Pinneberg                   | 46,6         |                                                                                 |
| Heinrich Wolff               | 1909–1975   | CDU    | Lübeck-Süd                  | 49,5         |                                                                                 |